# Гуйяш, Иштван (гандболист)
Иштван Гуйяш (венг. Gulyás István; 2 апреля 1968, Надьканижа) — венгерский гандболист и гандбольный тренер, действующий главный тренер сборной Венгрии.

## Карьера
Гуйяш большую часть своей игровой карьеры провёл в «Веспреме», доминирующем клубе своей эпохи, с ними он выиграл ряд национальных чемпионатов и кубков. Среди его успехов — триумф в Кубке обладателей кубков ЕГФ, который он завоевал в 1992 году. В 1995 году он был удостоен награды Венгерский гандболист года за свои выступления.
В последние годы он попробовал свои силы в австрийском гандболе и закончил свою карьеру в венгерской команде низшего дивизиона «Риньяменти». С 2006 года на тренерской работе. Работал в Австрии и Кувейте.
Гуйяш вернулся в Венгрию в 2011 году, а в августе того же года был назначен главным тренером «Дунайвароша».
С 2019 года возглавляет национальную сборную Венгрии. Под его руководством она стала 9-й на Евро 2020 и отобралась в число участников чемпионата мира 2021 года в Египте, где добралась до четвертьфинальной стадии, уступив французам лишь в овертайме.

## Достижения
- Чемпион Венгрии: 1992, 1993, 1994, 1995, 1997, 1998, 1999
- Обладатель Кубка Венгрии: 1989, 1990, 1991, 1992, 1994, 1995, 1996, 1998, 1999
- Обладатель Кубка обладателей Кубков ЕГФ: 1992
- Финалист Кубка обладателей кубков: 1993, 1997